# Aapravasi Ghat
Het Aapravasi Ghat (letterlijk te vertalen als immigratiedepot) is een gebouwencomplex in de Mauritiaanse hoofdstad Port Louis. Het complex bevat de restanten van de eerste faciliteit op het eiland waar arbeiders uit andere landen, met name India, werden ontvangen bij hun aankomst. De nakomelingen van deze arbeiders vormen tegenwoordig 68% van de bevolking van Mauritius.
Het gebouwencomplex werd in 1849 gebouwd door het Britse Rijk, met het doel om na de afschaffing van de slavernij de Afrikaanse slaven te vervangen door contractarbeiders uit andere landen. Mauritius was het eerste eiland waar de Britten dit toepasten.
Van het gebouw staat tegenwoordig nog maar 15% overeind, waaronder de aankomsthal, het ziekenhuisblok, dienstkamers en de verblijfruimte voor immigranten. Plannen om het gebouw te behouden als cultureel erfgoed liepen aanvankelijk op niets uit daar de ICOMOS weigerde de historische waarde van het gebouw te erkennen. In 2006 besloot het werelderfgoedcomité deze beslissing terug te draaien, en het gebouw alsnog op te laten nemen op de werelderfgoederenlijst.
- Gemeinsame Normdatei: 7615821-4
- Système universitaire de documentation: 260902853
- Virtual International Authority File: 315148237